# Wolfgang Deurer

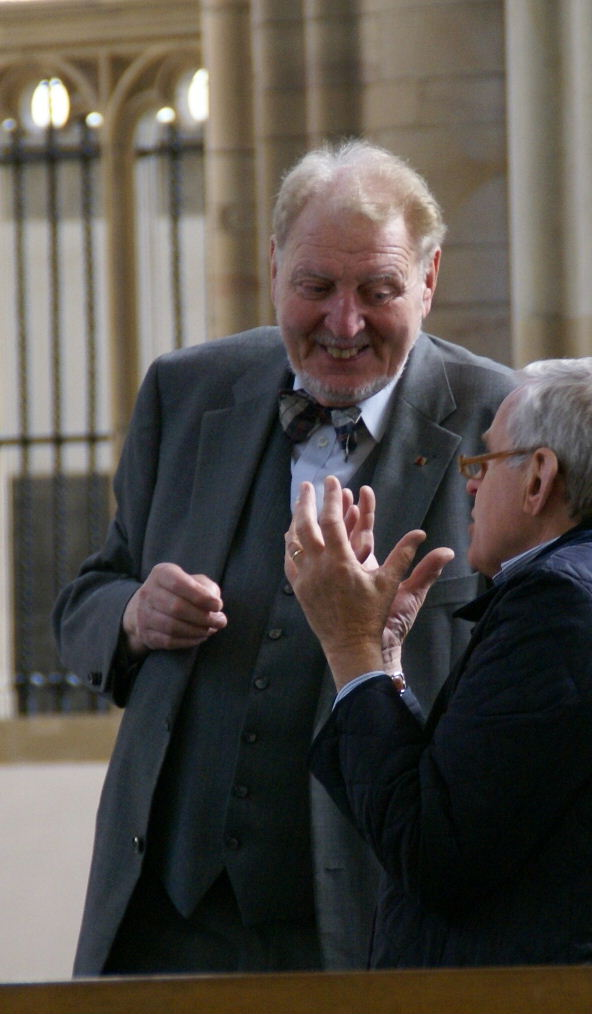
Wolfgang Deurer am Willibrordi Dom in Wesel (2013)

Wolfgang Günter Deurer (* 23. Januar 1934 in Kassel; † 4. März 2023) war ein deutscher Architekt und Denkmalpfleger. Er war von 1961 bis 2020 Dombaumeister am Willibrordi-Dom zu Wesel.

## Leben

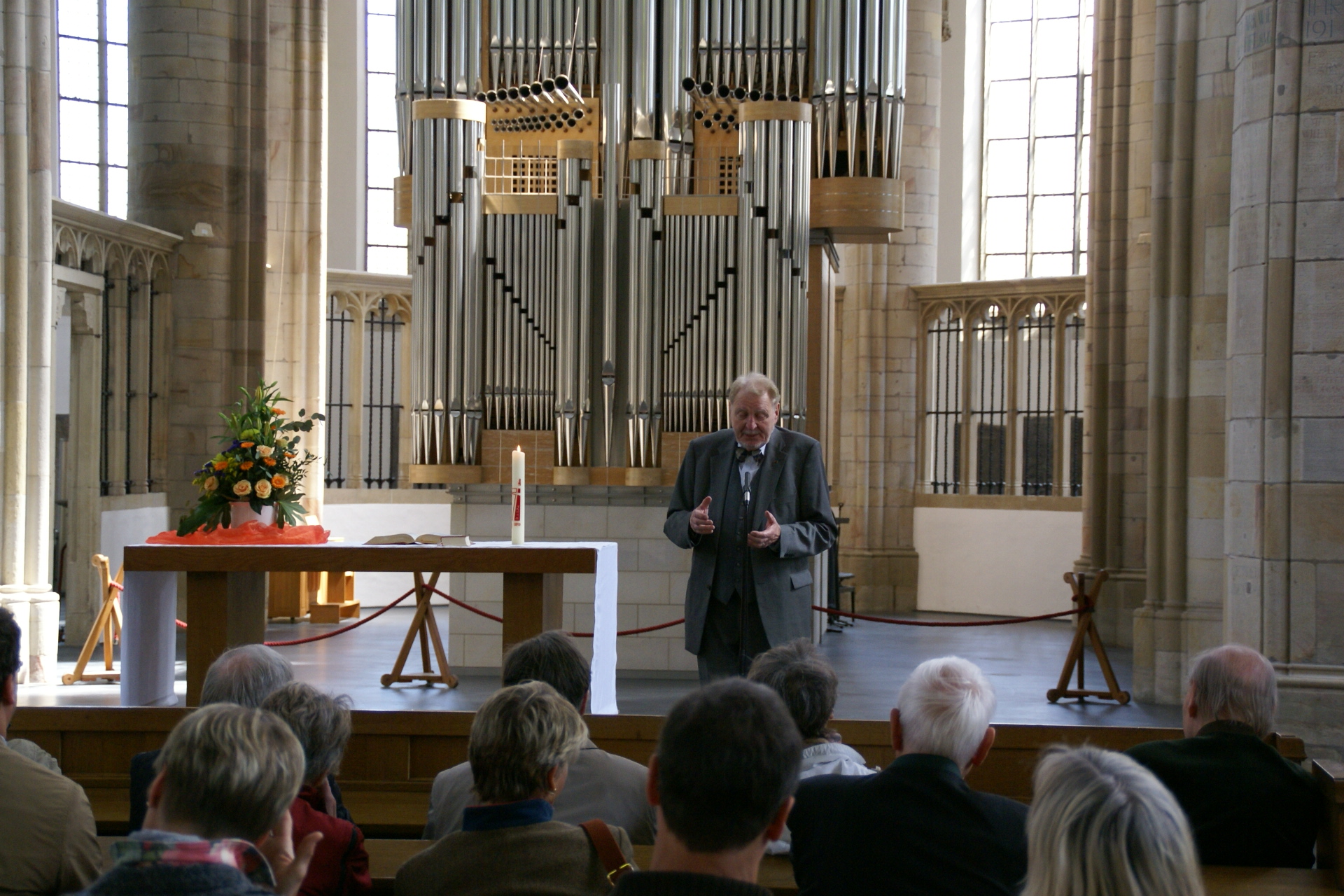
Wolfgang Deurer bei einem Vortrag am Willibrordi-Dom in Wesel

Wolfgang Deurer wurde in eine Baumeisterfamilie hineingeboren. Sein Vater war der Architekt, Konservator und Dombaumeister Jakob Deurer (1898–1960).
Wolfgang Deurers Vater wurde 1941 als Leiter der Baugruppe Keibel nach Danzig entsandt; seine Familie, so auch Sohn Wolfgang, begleitete ihn. Bei Kriegsende wurde die Familie mit einem Schiff der deutschen Kriegsmarine evakuiert. Nach einem kurzen Aufenthalt in Berlin verschlug es die Familie Deurer nach Köln. Bereits 1948 wurde der Vater mit dem Wiederaufbau des Willibrordi-Doms in Wesel beauftragt. An der dortigen Dombauhütte absolvierte Wolfgang Deurer von 1951 bis 1953 eine Maurerlehre. Nach Erlangung des Gesellenbriefs begann Wolfgang Deurer ein Bauingenieurstudium an der Fachhochschule Köln und Mainz, das er 1960 abschloss. Es folgte ein zweites Studium, diesmal in der Fachrichtung Kunstgeschichte an der Johannes Gutenberg-Universität Mainz. Später setzte er die Arbeit des Vaters in Danzig fort und promovierte 1982 an der Technischen Universität Danzig über historische und konservatorische Probleme Danziger Kirchengebäude.
Seit 1961 war er als freiberuflicher Architekt und als Dombaumeister in der Denkmalpflege tätig. In dieser Aufgabe beriet und leitete er Sanierungsprojekte an historischen Gebäuden und hielt fachwissenschaftliche Vorträge im In- und Ausland. Im Januar 2020 trat er nach fast 60-jähriger Tätigkeit als Dombaumeister in den Ruhestand.
2001 erhielt Wolfgang Deurer einen Lehrauftrag am Institut für Kunstgeschichte an der Friedrich-Schiller-Universität in Jena.
Wolfgang Deurer verstarb am 4. März 2023 und wurde am 13. März 2023 in Wesel auf dem Friedhof an der Caspar-Baur-Straße beigesetzt.

## Ehrungen
- 1981: Orden des Polnischen Kulturministers „Verdienter der polnischen Kultur“
- 1982: Ehrenmedaille 600 Jahre „Unserer Lieben Frau von Tschenstochau“ der Kurie der katholischen Kirche Danzig
- Bundesverdienstkreuz am Bande (28. Juni 1991)[6]
- 1991: Berufstitel „Professor“, verliehen durch die Landesregierung NRW
- 2000: St. Adalbert-Medaille der Stadt Danzig
- 2003: Verdienstmedaille Pommerns
- 2004: Eintrag in das Goldene Buch der Stadt Jena[7]
- 2010: Verleihung der Ehrendoktorwürde der Philosophischen Fakultät der Friedrich-Schiller-Universität in Jena[8][9]

„Ihre denkmalpflegerischen und wissenschaftlichen Tätigkeiten, die neben der Wiesenkirche in Soest besonders dem Dom zu Wesel und den Kirchen der Stadt Danzig zugute gekommen sind, haben viel Anerkennung in Deutschland und in Polen gefunden.“

## Betreute Bau- und Sanierungsprojekte (Auswahl)

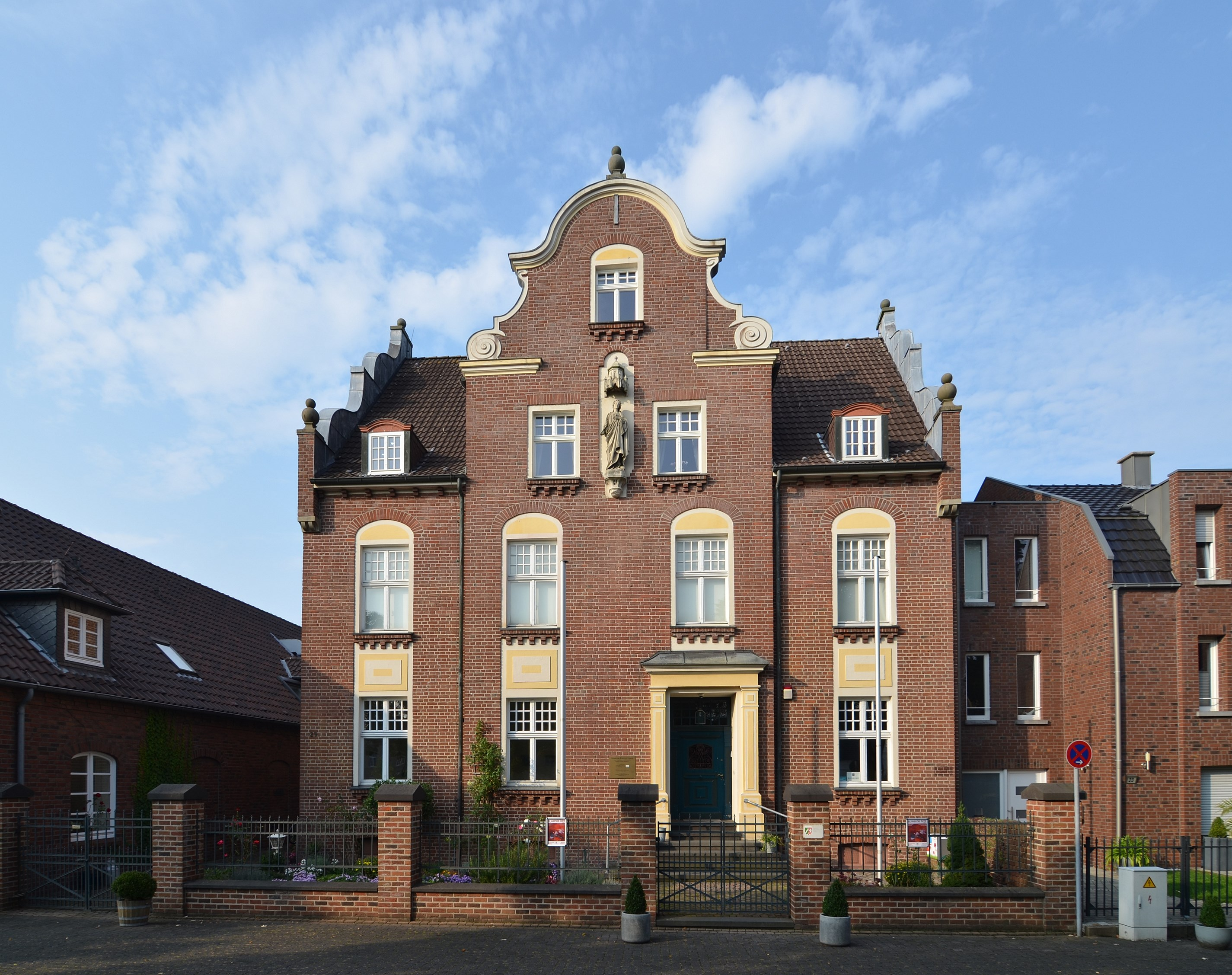
Ordensmuseum, Kloster Kamp

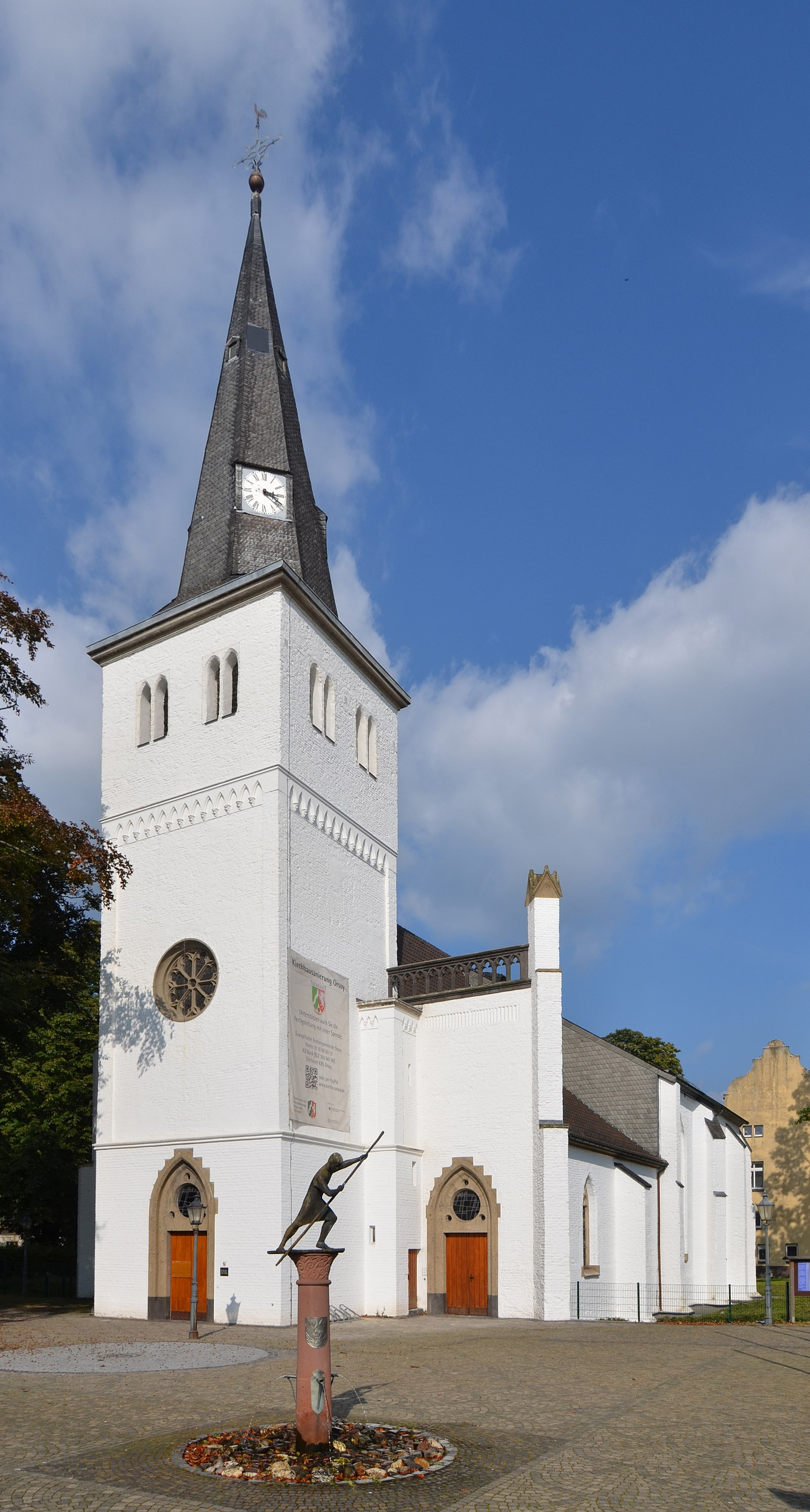
Evangelische Kirche Orsoy

- seit 1961: Willibrordi-Dom in Wesel
- 1982 bis 1987: Ordensmuseum, Kloster Kamp
- ab 1996: Stadtkirche St. Michael in Jena
- ab 2006: Evangelische Kirche in Orsoy[11]
- 2009 bis 2011: Historisches Rathaus Wesel[12]

## Veröffentlichungen (Auszug)
Wolfgang Deurer ist Autor zahlreicher wissenschaftlicher Gutachten und denkmalpflegerischer Projektentwicklungen. Daneben veröffentlichte er:
- 1975: (zusammen mit Walter Stempel): Klever Tor und Klever-Tor-Fries in Wesel. Verlag des Willibrordi-Dombauvereins, ISBN 3-928926-04-7.
- 1991: Die Ziergewölbe im Willibrordi-Dom zu Wesel. Verlag des Willibrordi-Dombauvereins, ISBN 3-928926-04-7.
- 1990: Die Bedeutung des Stilwandels in der deutschen Architektur des 14. Jahrhunderts. Bauhütte der Wiesenkirche, Soest.
- 1991: Zwei Jahrhunderte begegnen sich. Erbe des 19. Jahrhunderts. Herausforderung für das 21. Jahrhundert. Abbruch oder Erhaltung der Kreuzeskirche in Essen. Gutachtliche Studie im Auftrag der Stadt Essen zur Vorbereitung der Wiederherstellung der Kreuzeskirche in Essen, Stadt Essen.
- 1996: Verbesserung der Arbeitsbedingungen sowie des Arbeits- und Gesundheitsschutzes für Steinmetzbetriebe am Beispiel einer Dombauhütte.  Schriftenreihe der Bundesanstalt für Arbeitsschutz, Wirtschaftsverlag NW. ISBN 978-3-89429-956-9
- 1996a: Danzig. Die Dokumentation 52 historischer Kirchen. ISBN 3-00-000978-7.
- 2005: Willibrordi-Dom. Sed de suo resurgit rogo.[13] B.o.s.s. Druck und Medien, Kleve. ISBN 3-933969-51-4